# Kopparbergs läns västra valkrets
Kopparbergs läns västra valkrets var vid valen 1911–1920 till andra kammaren en egen valkrets. Antalet mandat var fyra, med undantag för ordinarie valet 1914 då antalet var tre. Valkretsen avskaffades inför valet 1921, då hela Kopparbergs län bildade en valkrets, Kopparbergs läns valkrets.
Valkretsen omfattade Falu domsagas södra tingslag, Västerbergslags domsagas tingslag, Nås tingslag och Malungs tingslag.

## Riksdagsmän

### 1912–vårsessionen 1914
- Anders Hansson, lib s (1912–1913)
  - Täpp Jonas Eriksson, lib s (från 23/1 1914)
- Johan Ström, lib s
- Bernhard Eriksson, s
- Rickard Sandler, s

### Höstsessionen 1914
- Johan Ström, lib s
- Bernhard Eriksson, s
- Lars Johan Hagman, s
- Rickard Sandler, s

### 1915–1917
- Johan Ström, lib s
- Bernhard Eriksson, s
- Rickard Sandler, s (1915–1916)
  - Lars Johan Hagman, s (1917)

### 1918–1920
- Gustaf Nilsson, bf
- Fredrik Aarnseth, s
- Bernhard Eriksson, s
- Lars Johan Hagman, s (1918–1919)
  - Gustaf Skagerberg, s (1920)

### 1921
- Gustaf Nilsson, bf
- Gustaf Andersson, lib s
- Fredrik Aarnseth, s
- Bernhard Eriksson, s

## Valresultat

### 1911
| Parti                | Parti                                     | Röster         | Röster | Röster | Mandatfördelning | Mandatfördelning |
| Parti                | Parti                                     | Antal          | %      | +− %   | Antal            | +−               |
| -------------------- | ----------------------------------------- | -------------- | ------ | ------ | ---------------- | ---------------- |
|                      | Sveriges socialdemokratiska arbetareparti | 4 745          | 52,32  | —      | 2                | —                |
|                      | Liberala samlingspartiet                  | 3 195          | 35,23  | —      | 2                | —                |
|                      | Allmänna valmansförbundet                 | 1 126          | 12,41  | —      | 0                | —                |
|                      | Övriga partier                            | 4              | 0,04   | —      | —                | —                |
| Antal giltiga röster | Antal giltiga röster                      | 9 070          | 100,0  |        | 4                |                  |
| Ogiltiga röster      | Ogiltiga röster                           | 14             |        |        |                  |                  |
| Totalt               | Totalt                                    | 9 083 (52,4 %) |        |        |                  |                  |

Allmänna valmansförbundet (M) ställde upp till val med partibeteckningen Landtmännen.
Liberalerna (L) ställde upp till val med partibeteckningen De frisinnade. Ett fåtal röster lades på andra listor: partibeteckningarna Frisinnade (7 röster) och Frisinnade landsföreningen (1 röst).
Socialdemokraterna (S) gick till val med partibeteckningen Arbetarepartiet.
Rösterna på övriga partier hade beteckningen Fria gruppen.
Inför valet upptogs 21 004 personer i röstlängden. Av dessa var 17 318 (82,5 %) personer röstberättigade och 3 686 (17,5 %) icke röstberättigade.

### Våren 1914
| Parti                | Parti                                     | Röster         | Röster | Röster | Mandatfördelning | Mandatfördelning |
| Parti                | Parti                                     | Antal          | %      | +− %   | Antal            | +−               |
| -------------------- | ----------------------------------------- | -------------- | ------ | ------ | ---------------- | ---------------- |
|                      | Sveriges socialdemokratiska arbetareparti | 7 137          | 60,59  | +8,27  | 3                | +1               |
|                      | Liberala samlingspartiet                  | 2 914          | 24,74  | -10,49 | 1                | -1               |
|                      | Allmänna valmansförbundet                 | 1 726          | 14,65  | +2,24  | 0                | —                |
|                      | Övriga partier                            | 2              | 0,02   | -0,02  | —                | —                |
| Antal giltiga röster | Antal giltiga röster                      | 11 779         | 100,0  |        | 4                |                  |
| Ogiltiga röster      | Ogiltiga röster                           | 21             |        |        |                  |                  |
| Totalt               | Totalt                                    | 9 083 (52,4 %) |        |        |                  |                  |

Allmänna valmansförbundet (M) ställde upp till val med partibeteckningen Med konungen för fosterlandet. 2 röster hade andra partibeteckningar: De borgerliga (1 röst) och Landtmannalistan (1 röst).
Liberalerna (L) ställde upp till val med partibeteckningen De frisinnade.
Socialdemokraterna (S) gick till val med partibeteckningen Arbetarpartiet. 1 röst hade partibeteckningen Socialist.
Rösterna på övriga partier hade beteckningen Fria gruppen.
Inför valet upptogs 21 594 personer i röstlängden. Av dessa var 18 082 (83,7 %) personer röstberättigade och 3 512 (16,3 %) icke röstberättigade.